# Zeche Argus (Dortmund)
Die Zeche Argus in Löttringhausen ist ein ehemaliges Steinkohlenbergwerk. Auf dem Bergwerk wurde neben Steinkohle auch Kohleneisenstein gefördert. Das Bergwerk gehörte zum Märkischen Bergamtsbezirk und dort zum Geschworenenrevier Brüninghausen.

## Geschichte

### Die Anfänge
Bereits im Jahre 1850 war das Bergwerk in Betrieb. Am 15. März 1851 wurde ein Geviertfeld zur Förderung von Eisenerz verliehen. Im Jahr 1852 wurde mit dem Abbau von Kohleneisenstein begonnen, die Förderung erfolgte im Tagetrieb. Im Jahr 1855 wurde mit dem Teufen des tonnlägigen Schachtes Reinberg, auch Schacht Reinbach genannt, begonnen. Der Schacht befand sich am Isenstein östlich der Hagener Straße. Der Abbau von Kohleneisenstein im Flöz Carlsbank war durch die Zechen Kirchhörde, Friedrich und Argus vorgesehen.

### Die weiteren Jahre
Im Jahr 1857 wurde im Schacht Reinbach bei einer Teufe von 22 m (+ 138 m NN) die Stollensohle erreicht. Die 1. Sohle wurde bei einer flachen Teufe von 110 Meter, dies entspricht seigeren Teufe von 106 Meter (+ 54 m NN), angesetzt. Im selben Jahr wurde damit begonnen, den Schacht ab der Joest Erbstollensohle tiefer zu teufen. Im darauffolgenden Jahr wurde das Tieferteufen des Schachtes bei einer Teufe von 65 Meter unterhalb der Erbstollensohle eingestellt und die Bausohle angesetzt. Am 17. November 1858 erfolgte die Verleihung des Geviertfeldes Argus Beilehn für den Abbau von Steinkohle. Im Jahr 1859 wurde im Schacht Reinbach bei einer seigeren Teufe von 201 Metern (- 41 m NN) die 2. Sohle angesetzt. Im Jahr 1863 wurde der Schacht Reinbach erneut tiefer geteuft und erreichte im Jahr 1865 eine seigere Teufe von 305 Meter (- 145 m NN), es wurde die 3. Sohle angesetzt. Im Jahr 1870 erneutes Tieferteufen des Schachtes Reinbach. Im Jahr 1872 wurde die 4. Sohle angesetzt und bei einer seigeren Teufe von 367 Meter (406 Meter flach) wurde das Teufen eingestellt. Am 16. Oktober des Jahres 1877 wurde die Zeche Argus durch die Zeche Gottessegen erworben, der Schacht Reinbach wurde von der Erzgrube Josua übernommen. Der Schacht Reinbach wurde umbenannt in Schacht Gottessegen 1 und war noch bis zum Jahr 1894 in Förderung.

## Förderung und Belegschaft
Die ersten Förder- und Belegschaftszahlen stammen aus dem Jahr 1855, es wurde mit 41 Bergleuten 1833 ¾ preußische Tonnen Steinkohle abgebaut. Im Jahr 1867 wurde 4332 Tonnen Steinkohle und eine nicht bezifferte Menge Eisenerz gefördert. Im Jahr 1870 stieg die Förderung leicht auf 4447 Tonnen Steinkohle an, zusätzlich erneut Eisenerz in nicht genannter Menge. Die letzten bekannten Förderzahlen des Bergwerks stammen aus dem Jahr 1875, es wurden mit elf Bergleuten 3786 Tonnen Steinkohle und eine wiederum nicht bezifferte Menge Eisenerz gefördert.